# ブータンの国王一覧
ブータンの国王（ブータンのこくおう）は、ブータン王国の元首たる君主。原語ではドゥク・ギャルポ（ゾンカ語：སྐུ་འཁོར་གྱི་རྒྱུད་པ།、ラテン文字：Druk Gyalpo）といい、日本語では龍王（りゅうおう）あるいは雷龍王（らいりゅうおう）と訳される。

## 概要
現行のブータン憲法により「国王は､ 国家元首にして､ ブータン王国及び国民の統合の象徴である」（第2条第1節）と位置付けられている。龍王継承（王位継承）は世襲制ではあるが、21歳以上でなければ龍王継承は出来ず、また65歳までに譲位しなければならない定年制度を採用している。国王信任投票制度があり、国王が議会と国民の信任を得ない場合は退位させられる。

### 龍王継承
- 初代国王ウゲン・ワンチュク王の嫡出の子孫で、合法的な婚姻によって誕生した子とする。原則は直系の子孫とするが、直系の子孫が絶えた場合は最も直近の傍系が継承する。長子の男子優先であるが女子の即位も可能となっている。
- 龍王位が空位となった時点で､龍王位継承者が21歳未満の場合は、摂政会議 (Council of Regency) が設置され国王の権限を代行する。

### 国王信任投票
- この制度は現職の国王に退位を要求するものであり､ 君主制の廃止を要求・意図するものではない。
- 国民議会が国王に退位を求める決議の発案を行ない、国会議員の3分の2以上の賛成と、その後の国民投票の結果によって退位させられる。国民投票は、国内の20地区すべてで単純過半数で可決される必要がある[2]。
- 過去には一院制の国民議会 (Tshogdu) が国王を退位させることができる同様の制度が存在していた。第3代国王の提案により1968年に導入されたが、1973年に一旦廃止となる。1998年6月に第4代国王が再び導入を求め､ 国民議会でも可決し現行制度に至る。

## ワンチュク朝
ワンチュク朝（ワンチュクちょう）は、ブータン王室の王朝である。
ブータン王国は1907年に、東部トンサ郡の領主の家系であったワンチュク家の元に統一王国として成立した。その際、それまで「ドゥク・ギャルポ」と呼ばれていたブータン国王は二頭政治制における「ドゥク・デシ」としての地位にも就いた。
2008年に制定されたブータン憲法では、国王は国家元首としての地位を維持し、首相が立憲君主制の政府の長として位置付けられた。

## 国王（龍王）の一覧
| 代 | 龍王                                 | 龍王 | 出身家       | 在位期間                       | 在位期間     | 備考 |
| -- | ------------------------------------ | ---- | ------------ | ------------------------------ | ------------ | ---- |
| 01 | ウゲン・ワンチュク ཨོ་རྒྱན་དབང་ཕྱུག       |      | ワンチュク家 | 1907年12月17日 - 1926年8月21日 | 18年 + 247日 |      |
| 02 | ジグミ・ワンチュク                   |      | ワンチュク家 | 1926年8月21日 - 1952年3月30日  | 25年 + 222日 |      |
| 03 | ジグミ・ドルジ・ワンチュク           |      | ワンチュク家 | 1952年10月27日 - 1972年7月21日 | 19年 + 268日 |      |
| 04 | ジグミ・シンゲ・ワンチュク           |      | ワンチュク家 | 1972年7月21日 - 2006年12月14日 | 34年 + 146日 | 退位 |
| 05 | ジグミ・ケサル・ナムゲル・ワンチュク |      | ワンチュク家 | 2006年12月14日 - （在位）      | 18年 + 88日  |      |